# Jakuta Alikavazovic
Œuvres principales
- Corps volatils
- La Blonde et le Bunker
- L'Avancée de la nuit
- Comme un ciel en nous

Jakuta Alikavazovic, née le 6 octobre 1979 à Paris, est une écrivaine française, lauréate du prix Goncourt du premier roman et du prix Médicis essai. Depuis septembre 2019, elle tient une chronique mensuelle dans le journal Libération.

## Biographie
Jakuta Alikavazovic est née en 1979 à Paris de parents originaires d'ex-Yougoslavie, avec un père monténégrin et une mère poétesse bosniaque, arrivés en France au début des années 1970. Elle vit et travaille à Paris. Elle a séjourné aux États-Unis, en Écosse et en Italie. Elle parle couramment français, bosnien et anglais.

### Formation
Ancienne élève de l'ENS Cachan, elle est agrégée d'anglais et a enseigné à la Sorbonne, à l'École normale supérieure et à l' université Paris 8.

### Carrière d'autrice
Elle commence sa carrière en 2006 avec un recueil de nouvelles, intitulé Histoires contre nature qui obtient la Bourse d'écrivain de la Fondation Lagardère en 2007. Son premier roman Corps volatils paraît en 2007 aux Éditions de l'Olivier et remporte le Prix Goncourt du premier roman en 2008.
En 2010, son deuxième roman, Le Londres-Louxor paru aux Éditions de l'Olivier, bénéficie d'un bon accueil de la part de la presse et se retrouve dans la sélection du Prix du Livre Inter. En 2012, elle publie La Blonde et le Bunker, qui remporte la mention spéciale du jury du prix Wepler. Elle est également l'auteure de trois livres pour enfants publiés à L'École des loisirs.
Ses romans sont traduits en anglais, en italien, en allemand et en chinois. Elle collabore régulièrement à La Nouvelle Revue française. De 2013 à 2014, elle est pensionnaire de la villa Médicis.
Son quatrième roman, L'Avancée de la nuit, paru en 2017, est dans la sélection du prix littéraire du journal Le Monde, du Prix Médicis, du Prix Femina et du Prix du Livre Inter. Il remporte le Prix du Zorba et le Prix Castel du roman de la nuit, et est élu « Révélation française de l'année » par la rédaction du magazine Lire. Il a également reçu plusieurs prix en Allemagne. En janvier 2021, le roman est adapté par des étudiants de l'École supérieure d'art dramatique de Paris. L’avancée de la nuit est traduit en plusieurs langues et notamment en anglais sous le titre Night as It Falls par Jeffrey Zuckerman pour les éditions Faber and Faber.
Depuis 2019, Jakuta Alikavazovic contribue chaque mois à la chronique « Écritures », de Libération. La compilation de ses chroniques paraît le 14 octobre 2022 aux Éditions de l'Olivier sous le titre Faites un vœu.
Jakuta Alikavazovic publie, à la rentrée 2021, le récit Comme un ciel en nous, dans la collection Ma nuit au musée des éditions Stock, qui obtient le Prix Médicis essai. Il est traduit en anglais par Daniel Levin Becker sous le titre Like a Sky Inside et paraît chez Fern Books.
En octobre 2021, elle rédige en deux langues la préface de l'ouvrage Cette fin du monde nous aura quand même donné de beaux couchers de soleil, de Julien Gester, publié par Actes Sud.

### Activité de traductrice
Elle a traduit plusieurs ouvrages de l'anglais depuis 2007, dont L'Enchanteur. Nabokov et Le Bonheur de Lila Azam Zanganeh, Au départ d'Atocha et 10:04 de Ben Lerner, Sex & Rage et Eve à Hollywood d'Eve Babitz, Considérations sur le homard (tomes 1 et 2) de David Foster Wallace, Milkman d'Anna Burns, Beloved de Toni Morrison, La femme silencieuse. Sylvia Plath & Ted Hugues de Janet Malcolm.

## Œuvre

### Romans
- Corps volatils, 2007, éditions de l'Olivier (Prix Goncourt du Premier Roman 2008)[30]
- Le Londres-Louxor, 2010, éditions de l'Olivier
- La Blonde et le Bunker, 2012, éditions de l'Olivier (lauréat du prix de la Page 111)
- L'Avancée de la nuit, 2017, éditions de l'Olivier

### Récits
- Comme un ciel en nous, 2021, éditions Stock

### Nouvelles
- Histoires contre nature, 2006, éditions de l'Olivier
- Romeo y Julieta (un cratère), 2008, éditions de l'atelier In 8

### Revues et ouvrages collectifs
- Noël, quel bonheur !, Armand Colin, 2012
- « La mémoire des visages », Assises du Roman, Christian Bourgois/Villa Gillet/Le Monde, 2013
- « Nocturne », La Nouvelle Revue française no 606, éditions Gallimard, 2013
- Bienvenue en Transylvanie: nouvelles, Editions Points, 2013
- « Risques et Périls », Devenirs du roman vol. 2, éditions Inculte, 2014
- « Nos visages », La Nouvelle Revue française no 613, Éditions Gallimard, 2015
- « Des larmes », La Nouvelle Revue française no 623, Éditions Gallimard, 2017
- « À propos de certains types de circuits », La Nouvelle Revue française, no 636, Éditions Gallimard, 2019

### Jeunesse
- Holmes et moi, 2004, L'École des loisirs[31]
- Leçon d'équilibrisme no 1, 2004, L'École des loisirs[32]
- Irina vs Irina, 2012, L'École des loisirs[33]

### Ouvrages traduits
- Cancer and the city de Marisa Acocella Marchetto, 2007, Éditions de L'Iconoclaste[34]
- Pièces importantes et effets personnels de la collection Lenore Doolan et Harold Morris, comprenant livres, prêt-à-porter et bijoux. Maison de vente Strachan & Quinn, 14 février 2009, 10h et 14h, heure de New York de Leanne Shapton, 2009, Editions de l'Olivier[35]
- L'enchanteur. Nabokov et le bonheur de Lila Azam Zanganeh, 2011, Editions de l'Olivier
- Au départ d'Atocha de Ben Lerner, 2014, Editions de l'Olivier
- 10:04 de Ben Lerner, 2016, Editions de l'Olivier
- David Foster Wallace de Daniel T. Max, 2016, Editions de l'Olivier[36]
- Considérations sur le homard de David Foster Wallace, 2018, Editions de l'Olivier
- Bandit. Mémoires d'une fille de braqueur de Molly Brodak, 2020, Editions du Sous-sol[37]
- Considérations sur le homard (tome 2) de David Foster Wallace, 2020, Editions de l'Olivier
- Le rouge n'est plus une couleur de Rosie Price, 2020, Grasset[38]
- Sex & Rage d'Eve Babitz, 2021, Points
- Milkman d'Anna Burns, 2021, Gallimard(récompensé par le Man Booker Prize en 2018[39])
- Eve à Hollywood d'Eve Babitz, 2021, Seuil
- L'École de Topeka de Ben Lerner, 2022, Éditions Christian Bourgois[40]
- Assemblage de Natasha Brown, 2023, Editions Grasset[41]
- Beloved de Toni Morrison, 2023, Éditions Christian Bourgois[42]
- La femme silencieuse. Sylvia Plath & Ted Hugues de Janet Malcolm, 2023, Éditions du Sous-sol
- Vies et mort de Sophie Blind de Susan Taubes, 2024, Éditions Rivages